# Bowers Museum
Bowers Museum är ett museum i Santa Ana, i Orange County, Kalifornien. 
Museet har funnits sedan 1936 och har en permanent samling av den Centralamerikanska ursprungsbefolkningens artefakter och målningar från den lokala, kaliforniska konstscenen. Museet har också en stor tillfällig utställningsplats, en gårdsplan, en sektion med barnmuseum, och en restaurang.
Museets namn kommer från Charles Bowers, som donerade tomten där museet står. Byggnaden uppfördes 1931 och stod tom i fyra år då staden Santa Ana på grund av depressionen inte kunde skjuta till pengar för verksamheten.  
Byggnaden har byggts ut och det som var det ursprungliga museet 1931 innehåller nu endast de permanenta utställningarna. Den första utbyggnaden skedde 1974. Ytterligare tillbyggnader skedde mellan åren 1988-1992.